# Cambra dels Diputats de Romania
La Cambra dels Dupitats de Romania (en romanès Camera Deputaţilor) és la cambra baixa del Parlament bicameral de Romania. Té 326 escons i els seus membres són elegits per sufragi universal directe amb un mandat de quatre anys.

## Composició

### VI Legislatura (des del30 de novembrede2008)
| Partit                                                 | % Escons 30-11-2008 | Escons 30-11-2008 | % Escons Actualment | Escons Actualment | Dif. |
| Partit Demòcrata-Liberal                               | 34,43%              | 115               | 33,74%              | 110               | -5   |
| Partit Socialdemòcrata de Romania + Partit Conservador | 34,13%              | 114 (111+3)       | 30,37%              | 99 (96+3)         | -15  |
| Partit Nacional Liberal                                | 19,46%              | 65                | 16,87%              | 55                | -10  |
| Unió Democràtica d'Hongaresos de Romania               | 6,61%               | 22                | 6,13%               | 20                | -2   |
| Unió Nacional pel Progrés de Romania                   | -                   | -                 | 4,29%               | 14                | +14  |
| Minories nacionals                                     | 5,41%               | 18                | 5,52%               | 18                | =    |
| Independents                                           | -                   | -                 | 3,07%               | 10                | +10  |
| Total                                                  | 100,00%             | 334               | 100,00%             | 326               | -8   |

### V Legislatura (28 de novembrede2004-30 de novembrede2008)
En les eleccions legislatives de Romania de l'any 2004 celebrades el 28 de novembre, la formació política Unió Nacional PSD + PUR guanyava el nombre més gran d'escons, tot i que cap formació política va aconseguir la majoria absoluta, però aquesta formació es va trencar durant les negociacions, i l'Aliança Justícia i Veritat, una unió entre el Partit Nacional Liberal i el Partit Demòcrata, aconseguia governar en minoria amb el Partit Conservador (antic PUR) i la Unió Democràtica d'Hongaresos de Romania. El President actual de la Cambra dels Diputats de Romania és Bogdan Olteanu, del Partit Nacional Liberal i que fou elegit el 20 de març de 2006. Al llarg del període en què va assumir la presidència interina de Romania aquest va delegar les seves responsabilitat al vicepresident Doru Ioan Tărăcilă.
Fins a l'abril de 2007, l'Aliança de Justícia i Veritat governava en coalició amb altres formacions polítiques menors. A partir de l'abril de 2007 després de la ruptura de l'Aliança de la Justícia i la Veritat, el Partit Nacional Liberal i la Unió Democràtica d'Hongaresos de Romania varen formar una coalició governamental minoritària.
- En negreta els partits del govern (5 d'abril de 2007 - 30 de novembre de 2008):

| Partit                                   | % Escons 01-2008 | Escons 01-2008 | % Escons 2004 | Escons 2004 | Dif. |
| Partit Socialdemòcrata de Romania        | 32,31%           | 105            | 34,03%        | 113         | -8   |
| Partit Demòcrata-Liberal                 | 20,62%           | 67             | 14,45%        | 48          | +19  |
| Partit Nacional Liberal                  | 18,15%           | 59             | 19,27%        | 64          | -5   |
| Partit de la Gran Romania                | 6,77%            | 22             | 14,45%        | 48          | -26  |
| Unió Democràtica d'Hongaresos de Romania | 6,77%            | 22             | 6,60%         | 22          | =    |
| Partit Conservador                       | 5,85%            | 19             | 5,70%         | 19          | =    |
| Minories nacionals                       | 5,54%            | 18             | 5,42%         | 18          | =    |
| Independents                             | 4,00%            | 13             | -             | -           | +13  |
| Total                                    | 100,00%          | 325            | 100,00%       | 332         |      |

- En negreta els partits del govern (28 de desembre de 2004 - 5 d'abril de 2007):

| Partit                                                                  | % Escons 2004 | Escons 2004 |
| Partit Socialdemòcrata de Romania                                       | 34,03%        | 113         |
| Aliança Justícia i Veritat * Partit Nacional Liberal * Partit Demòcrata | 33,73%        | 112         |
| Partit de la Gran Romania                                               | 14,45%        | 48          |
| Unió Democràtica d'Hongaresos de Romania                                | 6,60%         | 22          |
| Partit Conservador                                                      | 5,70%         | 19          |
| Minories Nacionals                                                      | 5,42%         | 18          |
| Total                                                                   | 100,00%       | 332         |

### IV Lesgislatura (26 de novembrede2000-28 de novembrede2004)
Les eleccions legislatives de la legislatura 2000 – 2004 es van celebrar el 26 de novembre de 2000, essent la formació política guanyadora el Partit Socialdemòcrata de Romania. El President de la Cambra dels Diputats de Romania va ser al llarg de tot aquest període Valer Dorneanu, que fou elegit el desembre 2000. L'assignació d'escons al llarg de tota aquesta legislatura va ser la següent:

| Partit                                   | % Escons | Escons |
| Partit Socialdemòcrata de Romania        | 44,93%   | 155    |
| Partit de la Gran Romania                | 24,35%   | 84     |
| Partit Demòcrata                         | 8,99%    | 31     |
| Partit Nacional Liberal                  | 8,70%    | 30     |
| Unió Democràtica d'Hongaresos de Romania | 7,83%    | 27     |
| Minories Nacionals                       | 5,22%    | 18     |
| Total                                    | 100,00%  | 332    |

## Presidents de la Cambra dels Duputats
| Període     | Nom              | Partit     |
| ----------- | ---------------- | ---------- |
| 1990-1992   | Dan Marţian      | FSN        |
| 1992-1996   | Adrian Năstase   | FDSN       |
| 1996-2000   | Ion Diaconescu   | PNŢ-CD     |
| 2000-2004   | Valer Dorneanu   | PSDR i PSD |
| 2004-2006   | Adrian Năstase   | PSD        |
| 2006-2008   | Bogdan Olteanu   | PNL        |
| 2008-2012   | Roberta Anastase | PD-L       |
| des de 2012 | Valeriu Zgonea   | PSD        |

- Abrebiatures:
- FSN - Front de Salvació Nacional
- FDSN - Nou Front de Salvació Nacional
- PNŢ-CD - Partit Nacional Agrari - Democràcia Cristiana
- PSDR - Partit Socialdemòcrata de Romania (antic)
- PSD - Partit Socialdemòcrata de Romania (actual)
- PNL - Partit Nacional Liberal